# أليساندرو كابيلو
أليساندرو كابيلو (بالإيطالية: Alessandro Capello) (12 ديسمبر 1995 ببولونيا في إيطاليا - ) هو لاعب كرة قدم إيطالي في مركز الهجوم. شارك مع منتخب إيطاليا تحت 18 سنة لكرة القدم. أما مع النوادي، فقد لعب مع إنتر ميلان ونادي بولونيا ونادي فاريسي ونادي كالياري ونادي براتو.

## وصلات خارجية
- أليساندرو كابيلو على موقع قاعدة بيانات كرة القدم.إي يو (الإنجليزية)
- أليساندرو كابيلو على موقع Soccerway.com (الإنجليزية)
- أليساندرو كابيلو على موقع عالم كرة القدم.نت (الإنجليزية)
- أليساندرو كابيلو على موقع AS.com (الإسبانية)